# Российское общество преподавателей русского языка и литературы
Росси́йское о́бщество преподава́телей ру́сского языка́ и литерату́ры (РОПРЯЛ) — ассоциация, являющаяся неправительственной бесприбыльной организацией, созданной для популяризации, сохранения, развития и изучения русского языка и литературы как части мировой культуры.
Полное фирменное наименование на русском языке: Ассоциация «Общество преподавателей русского языка и литературы». Сокращённое наименование на русском языке: РОПРЯЛ. Местонахождение и юридический адрес: 199034, Россия, Санкт-Петербург, Университетская набережная, д. 11.
Печатный орган РОПРЯЛ — журнал «Мир русского слова».

## Цели и задачи РОПРЯЛ

### Цели РОПРЯЛ
- содействовать изучению в России, СНГ и других странах мира русского языка как средства межкультурного общения и международного сотрудничества
- развитие профессиональных связей и гуманитарных контактов между преподавателями и другими специалистами, занимающимися проблемами русского языка, литературы, культуры
- содействовать
  - установлению контактов между людьми, изучающими русский язык, литературу, культуру
  - трудоустройству преподавателей русского языка, литературы и культуры в порядке международного обмена
  - созданию единого информационного пространства для специалистов, изучающих, преподающих и распространяющих русский язык, литературу и культуру, с целью продвижения передовых научно-методических технологий и их всесторонней апробации
- участвовать в развитии и совершенствовании государственных образовательных стандартов, содействовать их повсеместному внедрению в практику преподавания
- совершенствовать государственную политику в области русского языка и его статуса
- освещать в СМИ работу специалистов-филологов, историков, искусствоведов, культурологов

### Задачи РОПРЯЛ
- способствовать обмену информации и опытом в области
  - русской филологии, страноведения, методики преподавания русской литературы, русского и других языков
  - разработки и применения наиболее эффективных методов и приемов обучения
  - использования технических средств при обучении русскому языку и литературе
  - разработки и реализации международных исследовательских проектов
- организация и проведение конгрессов, симпозиумов, выставок и других мероприятий
- подготовка и издание научных публикаций, учебно-методических пособий
- сбор информации и создание банка данных по тематике деятельности общества
- издание и распространение справочно-информационных материалов, периодических изданий и другой печатной продукции
- организация обмена преподавателями и научными сотрудниками, специализирующимися в области русистики, а также лицами, изучающими русский язык и литературу (школьники, студенты);
- аттестация форм обучения, учебных материалов, исследовательских проектов

и другие.

## Руководящие и исполнительные органы
Высшим руководящим органом РОПРЯЛ является общее собрание членов общества, созываемое правлением по мере необходимости, но не реже одного раза в пять лет. В период между общими собраниями руководство деятельностью общества осуществляет исполнительные органы, коллегиальный — правление, и единоличный — президент, избираемые общим собранием сроком на пять лет. По представлению президента общее собрание избирает вице-президентов, являющихся членами правления. Оперативное руководство деятельностью общества осуществляют исполнительный секретарь, назначаемый президентом, и аппарат (образованный двумя секретариатами, расположенными в Санкт-Петербурге и в Москве). Контролирующие функции возложены на Наблюдательный совет, избираемый общим собранием сроком на пять лет.

### Состав Правления[1]
- Президент РОПРЯЛ — советник президента Российской Федерации по вопросам культуры В. И. Толстой, председатель Совета при Президенте Российской Федерации по русскому языку.
- Вице-президенты РОПРЯЛ:
  - д.ф.н. А. Н. Варламов, Ректор Литературного института имени Горького, доктор филологических наук, профессор.
  - д.ф.н. Т. В. Кортава, проректор – начальник Управления по работе с талантливой молодежью Московского государственного университета им. М.В. Ломоносова
  - д.ф.н. С. А. Кузнецов, директор Центра коммуникативных компетенций Санкт-Петербургского государственного университета
  - к.хим.н. А. В. Должикова, проректор по дополнительному образованию Российского университета дружбы народов.
  - д.ф.н. М. А. Осадчий, проректор по науке Государственного института русского языка имени Пушкина
- Члены Правления: к.ф.н. Н. А. Архипенко, д.ф.н. В. П. Абрамов, д.ф.н. Л. Г. Бабенко, д.ф.н. Н. Г. Бабенко, д.ф.н. Г. Ю. Богданович, д.ф.н. С. И. Богданов, к.п.н. Л. В. Воронова, к.ф.н. С. Н. Голубев, д.ф.н. Т. А. Демешкина,  д.п.н. О. Е. Дроздова, д.ф.н. И. В. Евсеева, д.ф.н. В. А. Марьянчик, д.п.н. Р. Ф. Мухаметшина, д.п.н. С. М. Петрова, д.п.н. А. Н. Ременцов, к.и.н. В. В. Родионов, д.ф.н. А. Н. Рудяков, д.ф.н. В. И. Супрун, д.ф.н. В. П. Ходус, д.ф.н. В. М. Шаклеин, к.п.н. А. М. Ямалетдинова.

## Члены организации
Действительными членами РОПРЯЛ (с правом решающего голоса на общем собрании) могут быть юридические лица (объединения преподавателей русского языка и литературы, славистики, лингвистические и литературоведческие общества, высшие учебные заведения, научные и другие организации, занимающиеся вопросами русского языка и литературы), а также граждане РФ (физические лица). Иностранные граждане могут быть ассоциированными членами. Почётными членами РОПРЯЛ могут быть признаны видные деятели образования, науки, культуры, внесшие значительный вклад в реализацию уставных целей и задач общества. Всего в РОПРЯЛ насчитывает более 300 членов.
Учредителями Российского общества преподавателей русского языка и литературы являются:
- Московский государственный университет им. М.В. Ломоносова
- Российский университет дружбы народов
- Санкт-Петербургский государственный университет
- Государственный институт русского языка имени А. С. Пушкина (Москва)
- ЗАО «Златоуст» (Санкт-Петербург)